# 过氧化锌
过氧化锌（化学式：ZnO2）是二价锌的过氧化物。

## 性质
过氧化锌是白色至微黄色的粉末，无臭无味。微溶于水，并水解为过氧化氢和氢氧化锌。遇稀酸分解放出过氧化氢。pH 低于5时较易溶解。单独受热至150℃以上时迅速分解为氧化锌和氧，但如果存在湿的有机物或过渡金属如 {\displaystyle {\rm {\ Cu^{2+}}}} 或 {\displaystyle {\rm {\ Mn^{2+}}}} 时，在室温或略高于室温，过氧化锌就会迅速分解。
过氧化锌是一种强氧化剂，与有机物接触可以发生燃烧。商品一般为白色粉末，其中过氧化锌和氧化锌大约各占一半。
X射线结果表明过氧化锌是一种真正的过氧化物，{\displaystyle {\rm {\ Zn^{2+}}}} 与 {\displaystyle {\rm {\ O_{2}^{2-}}}} 离子排列成立方的黄铁矿结构，Zn-O 键长 211±1 pm，O-O 键长 148±3 pm，体积模量 174 GPa，在 5K 以上呈顺磁性。 
过氧化锌晶体的键具有明显的共价键性质。
潮湿空气中，加热过氧化锌至200℃会生成少量的超氧化锌（Zn(O2)2）。产物超氧化锌只有与过氧化锌形成固熔体时才是稳定的。它的生成必定伴随着阳离子空穴的生成。

## 制取
不纯的过氧化锌可以从锌盐和过氧化氢的碱性溶液中沉淀出来。更好的制备方法是用氧化锌或二乙基锌的乙醚溶液与浓的过氧化氢作用，此时生成化学式为 {\displaystyle {\rm {\ ZnO_{2}\cdot {\tfrac {1}{2}}H_{2}O}}} 的化合物，推测它是锌的一种氢氧混合衍生物。
{\displaystyle {\rm {\ 2ZnO+2H_{2}O_{2}\rightarrow 2ZnO_{2}\cdot {\tfrac {1}{2}}H_{2}O+H_{2}O}}}
液氨中硝酸锌和超氧化钾作用可生成无水的不纯过氧化锌。氧化锌和氧很难反应生成过氧化锌，即使加到300个大气压也不反应。

## 用途
用于制造化妆品、药物、硫化促进剂、固化剂、防腐剂、收敛剂及烟火中的氧化剂 等。